# Gouviães
Gouviães é uma povoação portuguesa do Município de Tarouca que foi sede da extinta Freguesia de Gouviães, freguesia que tinha 2,62 km² de área e 414 habitantes (2011), e, por isso, uma densidade populacional de 158 hab/km².
Em 2013, no âmbito da reforma administrativa, a Freguesia de Gouviães foi agregada à Freguesia de Ucanha, criando-se a União de Freguesias de Gouviães e Ucanha.

## População
| População da freguesia de Gouviães | População da freguesia de Gouviães | População da freguesia de Gouviães | População da freguesia de Gouviães | População da freguesia de Gouviães | População da freguesia de Gouviães | População da freguesia de Gouviães | População da freguesia de Gouviães | População da freguesia de Gouviães | População da freguesia de Gouviães | População da freguesia de Gouviães | População da freguesia de Gouviães | População da freguesia de Gouviães | População da freguesia de Gouviães | População da freguesia de Gouviães |
| ---------------------------------- | ---------------------------------- | ---------------------------------- | ---------------------------------- | ---------------------------------- | ---------------------------------- | ---------------------------------- | ---------------------------------- | ---------------------------------- | ---------------------------------- | ---------------------------------- | ---------------------------------- | ---------------------------------- | ---------------------------------- | ---------------------------------- |
| 1864                               | 1878                               | 1890                               | 1900                               | 1911                               | 1920                               | 1930                               | 1940                               | 1950                               | 1960                               | 1970                               | 1981                               | 1991                               | 2001                               | 2011                               |
| 436                                | 522                                | 636                                | 674                                | 686                                | 769                                | 808                                | 828                                | 945                                | 754                                | 624                                | 590                                | 567                                | 481                                | 414                                |

| Distribuição da População por Grupos Etários | Distribuição da População por Grupos Etários | Distribuição da População por Grupos Etários | Distribuição da População por Grupos Etários | Distribuição da População por Grupos Etários | Distribuição da População por Grupos Etários | Distribuição da População por Grupos Etários | Distribuição da População por Grupos Etários | Distribuição da População por Grupos Etários | Distribuição da População por Grupos Etários |
| -------------------------------------------- | -------------------------------------------- | -------------------------------------------- | -------------------------------------------- | -------------------------------------------- | -------------------------------------------- | -------------------------------------------- | -------------------------------------------- | -------------------------------------------- | -------------------------------------------- |
| Ano                                          | 0-14 Anos                                    | 15-24 Anos                                   | 25-64 Anos                                   | > 65 Anos                                    |                                              | 0-14 Anos                                    | 15-24 Anos                                   | 25-64 Anos                                   | > 65 Anos                                    |
| 2001                                         | 74                                           | 83                                           | 199                                          | 125                                          |                                              | 15,4%                                        | 17,3%                                        | 41,4%                                        | 26,0%                                        |
| 2011                                         | 53                                           | 53                                           | 205                                          | 103                                          |                                              | 12,8%                                        | 12,8%                                        | 49,5%                                        | 24,9%                                        |

Média do País no censo de 2001:  0/14 Anos-16,0%; 15/24 Anos-14,3%; 25/64 Anos-53,4%; 65 e mais Anos-16,4%
Média do País no censo de 2011:   0/14 Anos-14,9%; 15/24 Anos-10,9%; 25/64 Anos-55,2%; 65 e mais Anos-19,0%